# Carrera de los Dos Mundos

Mapa del óvalo de Monza.

La Carrera de los Dos Mundos, también conocida como las 500 Millas de Monza, fue una carrera de automovilismo de velocidad disputada en el óvalo del Monza, Italia en los años 1957 y 1958. Fue propuesta como un evento de exhibición, permitiendo a los pilotos y equipos americanos del Campeonato Nacional del USAC competir directamente contra los Fórmula 1 europeos. Debido a la similitud con las 500 Millas de Indianápolis, el evento se ganó el apodo de Monzanapolis.
Los pilotos y equipos americanos ganaron en los dos años en que se corrió: Jimmy Bryan venció en 1957 y Jim Rathman en 1958. Algunos equipos de Fórmula 1 decidieron participar en la carrera y construyeron autos especiales para el evento. El abandono de muchos de ellos por motivos de la seguridad en la pista y el costo del evento llevaron a cancelar la carrera después de 1958.

## Concepto inicial
En 1954, el desarrollo del Autódromo Internationale Monza empezó por primera vez en 1948, centrándose en reconstruir la porción del óvalo en la pista el cual fue abandonado durante la Segunda Guerra Mundial. Los 4.5 kilómetros del óvalo peraltado, el cual se usó la última vez en 1933, fue desechado. La curva al sur Sud Alta Velocita fue reubicada y cambiada hacia el norte por muchos metros, acortando la longitud de distancia por vuelta a 4.5km. Ambas curvas peraltadas fueron reconstruidas en una curva inclinada que alcanzaba los 80 grados, reemplazando a la de inclinación plana que se usó anteriormente. La reconstrucción se terminó a tiempo en agosto de 1955, para el Gran Premio de Italia de Fórmula 1, el cual combinaba el nuevo óvalo con el circuito permanente completando los 9.8 km de distancia.
Al año siguiente, Giuseppe Bacciagaluppi, presidente del Automóvil Club de Milán y duelo del Autódromo Internationale Monza, invitó a Duane Carter, director deportivo del USAC, para asistir a la segunda carrera del Gran Premio de Italia en el nuevo circuito. El dúo discutió las similitudes entre el nuevo óvalo de Monza y la Indianapolis Motor Speedway, el cual también celebró una fecha del mundial de Fórmula 1, las 500 Millas de Indianápolis. A pesar de que las 500 millas continuaban parte del campeonato, solo unos pocos europeos intentaron participar desde que se creó el campeonato. Alberto Ascari de Ferrari en 1952, fue el único europeo que en realidad calificó para la carrera. Bacciagaluppi y Carter creyeron que una carrera de óvalos en Europa en lugar de los Estados Unidos atraería a las escuderías de Fórmula 1, y el USAC y el Automóvil Club de Italia empezaron a trabajar para hacer posible el evento.
Una carrera fue programada para junio de 1957, corriendo en los 4.25 km del óvalo de Monza. Equipos voluntarios del USAC fueron transportados desde los Estados Unidos, mientras los equipos de Fórmula 1 también eran libres de participar en caso de elegirla. Para la preparación, el fabricante de neumáticos Firestone transportó un Kurtis Kraft–Chrysler del USAC a Monza en abril de 1957 en orden a llevar a cabo las pruebas de los neumáticos hechos para el evento. El piloto estadounidense Pat O'Connor completó 364 km en el óvalo, marcando una mejor vuelta de 273 km/h, casi 48 km/h más rápido que las vueltas alcanzadas en Indianápolis.

## Formato
Las reglas para la carrera eran basadas en las que se usaban en el USAC. Los motores estaban limitados a 4.200 centímetros cúbicos para motores atmosféricos, y 2800 para los sobrealimentados. También se usó la partida lanzada, en lugar de la partida detenida de la Fórmula 1. La carrera fue planificada para un total de 500 millas (800 km) de distancia, similar a las 500 Millas de Indianápolis. Sin embargo, a diferencia de Indianápolis, las 500 millas no se correrían continuamente. En su lugar, se programaron tres mangas de 62 vueltas cada una, con una hora de descanso para las reparaciones entre cada manga, para un total de 500 millas. El ganador total de la carrera se determinaría por el piloto que haya terminado las tres mangas con la mejor velocidad media. El circuito se correría en sentido antihorario, la misma usada en Indianápolis, pero opuesta a la de la Fórmula 1 en Monza.

## 1957

### Equipos
| Dorsal | Piloto            | Equipo                     | Chasis            | Motor       | Neumático |
| ------ | ----------------- | -------------------------- | ----------------- | ----------- | --------- |
| 1      | Jimmy Bryan       | Dean Van Lines             | Kuzma             | Offenhauser | F         |
| 2      | John Lawrence     | Ecurie Ecosse              | Jaguar D-Type     | Jaguar      | D         |
| 4      | Jack Fairman      | Ecurie Ecosse              | Jaguar D-Type     | Jaguar      | D         |
| 6      | Ninian Sanderson  | Ecurie Ecosse              | Jaguar D-Type     | Jaguar      | D         |
| 7      | Bob Veith         | Bob Estes                  | Phillips          | Offenhauser | F         |
| 8      | Jean Behra        | Maserati                   | Maserati 250F     | Maserati    | F         |
| 8      | Jean Behra        | Maserati                   | Maserati 450S1    | Maserati    | F         |
| 12     | Pat O'Connor      | Sumar                      | Kurtis Kraft 500G | Offenhauser | F         |
| 16     | Mario Bornigia    | Scuderia Cottione          | Ferrari           | Ferrari     | ?         |
| 27     | Tony Bettenhausen | Novi Auto Air Conditioning | Kurtis Kraft 500F | Novi (s/c)  | F         |
| 35     | Eddie Sachs       | Jim Robbins                | Kurtis Kraft 500G | Offenhauser | F         |
| 49     | Ray Crawford      | Meguiar Mirror Glaze       | Kurtis Kraft 500G | Offenhauser | F         |
| 52     | Troy Ruttman      | John Zink                  | Watson            | Offenhauser | F         |
| 52     | Jim Rathmann2     | John Zink                  | Watson            | Offenhauser | F         |
| 54     | Paul Russo        | Novi Auto Air Conditioning | Kurtis Kraft 500F | Novi (s/c)  | F         |
| 73     | Andy Linden       | McNamara Veedol            | Kurtis Kraft 500G | Offenhauser | F         |
| 98     | Johnnie Parsons   | Agajanian                  | Kuzma             | Offenhauser | F         |

| Clave | Clave               |
| Color | Tipo coche          |
| ----- | ------------------- |
| Gris  | USAC                |
| Rojo  | Fórmula 1           |
| Azul  | Automóvil deportivo |

### Carrera

#### Primera manga
| Resultados de la Primera Manga | Resultados de la Primera Manga | Resultados de la Primera Manga | Resultados de la Primera Manga | Resultados de la Primera Manga | Resultados de la Primera Manga |
| Pos.                           | N.º                            | Piloto                         | Chasis-motor                   | Vueltas                        | Notas                          |
| ------------------------------ | ------------------------------ | ------------------------------ | ------------------------------ | ------------------------------ | ------------------------------ |
| 1                              | 1                              | Jimmy Bryan                    | Kuzma–Offy                     | 63                             |                                |
| 2                              | 12                             | Pat O'Connor                   | Kurtis Kraft–Offy              | 63                             |                                |
| 3                              | 73                             | Andy Linden                    | Kurtis Kraft–Offy              | 63                             |                                |
| 4                              | 35                             | Eddie Sachs                    | Kurtis Kraft–Offy              | 62                             |                                |
| 5                              | 52                             | Troy Ruttman                   | Watson–Offy                    | 61                             |                                |
| 6                              | 98                             | Johnnie Parsons                | Kuzma–Offy                     | 59                             |                                |
| 7                              | 49                             | Ray Crawford                   | Kurtis Kraft–Offy              | 58                             |                                |
| 8                              | 4                              | Jack Fairman                   | Jaguar                         | 58                             |                                |
| 9                              | 2                              | John Lawrence                  | Jaguar                         | 57                             |                                |
| 10                             | 6                              | Ninian Sanderson               | Jaguar                         | 53                             |                                |
| 11                             | 7                              | Bob Veith                      | Phillips–Offy                  | 51                             |                                |
| DNF                            | 27                             | Tony Bettenhausen              | Kurtis Kraft–Novi              | 45                             | Rotura barra estabilizadora    |

#### Segunda manga
| Resultados de la Segunda Manga | Resultados de la Segunda Manga | Resultados de la Segunda Manga | Resultados de la Segunda Manga | Resultados de la Segunda Manga | Resultados de la Segunda Manga |
| Pos.                           | N.º                            | Piloto                         | Chasis-Motor                   | Vueltas                        | Notas                          |
| ------------------------------ | ------------------------------ | ------------------------------ | ------------------------------ | ------------------------------ | ------------------------------ |
| 1                              | 1                              | Jimmy Bryan                    | Kuzma–Offy                     | 63                             |                                |
| 2                              | 52                             | Troy Ruttman                   | Watson–Offy                    | 63                             |                                |
| 3                              | 98                             | Johnnie Parsons                | Kuzma–Offy                     | 61                             |                                |
| 4                              | 49                             | Ray Crawford                   | Kurtis Kraft–Offy              | 59                             |                                |
| 5                              | 4                              | Jack Fairman                   | Jaguar                         | 59                             |                                |
| 6                              | 2                              | John Lawrence                  | Jaguar                         | 57                             |                                |
| 7                              | 6                              | Ninian Sanderson               | Jaguar                         | 53                             |                                |
| DNF                            | 35                             | Eddie Sachs                    | Kurtis Kraft–Offy              | 45                             | Rotura de levas                |
| DNF                            | 73                             | Andy Linden                    | Kurtis Kraft–Offy              | 27                             | Rotura estructural             |
| DNF                            | 12                             | Pat O'Connor                   | Kurtis Kraft–Offy              | 16                             | Rotura depósito gasolina       |
| DNF                            | 7                              | Bob Veith                      | Phillips–Offy                  | 1                              | Problema de dirección          |

#### Tercera manga
| Resultados de la Tercera Manga | Resultados de la Tercera Manga | Resultados de la Tercera Manga | Resultados de la Tercera Manga | Resultados de la Tercera Manga | Resultados de la Tercera Manga |
| Pos.                           | N.º                            | Piloto                         | Chasis-Motor                   | Vueltas                        | Notas                          |
| ------------------------------ | ------------------------------ | ------------------------------ | ------------------------------ | ------------------------------ | ------------------------------ |
| 1                              | 52                             | Troy Ruttman                   | Watson–Offy                    | 63                             |                                |
| 2                              | 1                              | Jimmy Bryan                    | Kuzma–Offy                     | 63                             |                                |
| 3                              | 98                             | Johnnie Parsons                | Kuzma–Offy                     | 62                             |                                |
| 4                              | 4                              | Jack Fairman                   | Jaguar                         | 60                             |                                |
| 5                              | 2                              | John Lawrence                  | Jaguar                         | 57                             |                                |
| 6                              | 6                              | Ninian Sanderson               | Jaguar                         | 55                             |                                |
| DNF                            | 12                             | Pat O'Connor                   | Kurtis Kraft–Offy              | 9                              | Rotura depósito gasolina       |
| DNF                            | 49                             | Ray Crawford                   | Kurtis Kraft–Offy              | 1                              | Retirado                       |

### Resultado Final
Con dos mangas ganadas, y siendo el único piloto en completar las 189 vueltas, Jimmy Bryan fue declarado ganador en frente de una multitud de 20,000. Por su victoria, ganó US$35,000 en dinero, como también un trofeo único creado para el evento. Bryan promedio 257 km/h (160 mph) en la distancia total de la carrera. haciendo la victoria más veloz en la historia. mientras Tony Bettenhausen también ganó un récord mundial en marca una vuelta a 284.561 km/h rompiendo el récord de velocidad en un circuito cerrado.

## 1958

### Participantes
| Número | Conductor           | Escudería                  | Chasis            | Motor       | Neumáticos |
| ------ | ------------------- | -------------------------- | ----------------- | ----------- | ---------- |
| 1      | Jimmy Bryan         | Belond AP                  | Salih             | Offenhauser | F          |
| 2      | Jack Fairman        | Ecurie Ecosse              | Lister3           | Jaguar      | D F        |
| 4      | Masten Gregory      | Ecurie Ecosse              | Jaguar D-Type     | Jaguar      | D          |
| 5      | Jim Rathmann        | Zink Leader Card           | Watson            | Offenhauser | F          |
| 6      | Ivor Bueb           | Ecurie Ecosse              | Jaguar D-Type     | Jaguar      | D          |
| 8      | Rodger Ward         | Wolcott Fuel Injection     | Lesovsky          | Offenhauser | F          |
| 9      | Bob Veith           | Bowes Seal Fast            | Kurtis Kraft 500G | Offenhauser | F          |
| 10     | Stirling Moss       | Eldorado Italia            | Maserati 420M/58  | Maserati    | F          |
| 12     | Mike Hawthorn4      | Scuderia Ferrari           | Ferrari 296 MI    | Dino        | F          |
| 12     | Luigi Musso4        | Scuderia Ferrari           | Ferrari 296 MI    | Dino        | F          |
| 12     | Phil Hill4          | Scuderia Ferrari           | Ferrari 296 MI    | Dino        | F          |
| 14     | Luigi Musso         | Scuderia Ferrari           | Ferrari 412 MI    | Ferrari     | F          |
| 14     | Phil Hill5          | Scuderia Ferrari           | Ferrari 412 MI    | Ferrari     | F          |
| 16     | Harry Schell        | North American Racing Team | Ferrari 375 Indy  | Ferrari     | F          |
| 24     | Jimmy Reece         | Hoyt Machine               | Kurtis Kraft 500C | Offenhauser | F          |
| 26     | Don Freeland        | Bob Estes                  | Phillips          | Offenhauser | F          |
| 29     | Juan Manuel Fangio  | Dean Van Lines             | Kuzma             | Offenhauser | F          |
| 35     | Eddie Sachs         | Jim Robbins                | Kurtis Kraft 500G | Offenhauser | F          |
| 49     | Ray Crawford        | Meguiar's Mirror Glaze     | Kurtis Kraft 500G | Offenhauser | F          |
| 55     | Maurice Trintignant | Sclavi & Amos              | Kuzma             | Offenhauser | F          |
| 55     | A. J. Foyt6         | Sclavi & Amos              | Kuzma             | Offenhauser | F          |
| 75     | Johnny Thomson      | D-A Lubricants             | Kuzma             | Offenhauser | F          |
| 98     | Troy Ruttman        | Agajanian                  | Kuzma             | Offenhauser | F          |

| Clave | Clave                |
| Color | Automóvil            |
| ----- | -------------------- |
| Gris  | USAC                 |
| Rojo  | Fórmula 1 modificado |
| Azul  | Automóvil deportivo  |
| Verde | Automóvil especial   |

### Carrera

#### Primera manga
| Resultados de la Primera Manga | Resultados de la Primera Manga | Resultados de la Primera Manga | Resultados de la Primera Manga | Resultados de la Primera Manga | Resultados de la Primera Manga                    |
| Pos.                           | N.º                            | Piloto                         | Chasis-Motor                   | Vueltas                        | Notas                                             |
| ------------------------------ | ------------------------------ | ------------------------------ | ------------------------------ | ------------------------------ | ------------------------------------------------- |
| 1                              | 5                              | Jim Rathmann                   | Watson–Offy                    | 63                             |                                                   |
| 2                              | 1                              | Jimmy Bryan                    | Salih-Offy                     | 63                             |                                                   |
| 3                              | 9                              | Bob Veith                      | Kurtis Kraft–Offy              | 62                             |                                                   |
| 4                              | 10                             | Stirling Moss                  | Maserati                       | 62                             |                                                   |
| 5                              | 75                             | Johnny Thomson                 | Kuzma–Offy                     | 61                             |                                                   |
| 6                              | 12                             | Luigi Musso                    | Ferrari–Dino                   | 60                             | Hawthorn relevó a Musso entre las vueltas 27 y 60 |
| 6                              | 12                             | Mike Hawthorn                  | Ferrari–Dino                   | 60                             | Hawthorn relevó a Musso entre las vueltas 27 y 60 |
| 7                              | 98                             | Troy Ruttman                   | Kuzma–Offy                     | 60                             |                                                   |
| 8                              | 24                             | Jimmy Reece                    | Kurtis Kraft–Offy              | 59                             |                                                   |
| 9                              | 55                             | Maurice Trintignant            | Kuzma–Offy                     | 59                             |                                                   |
| 10                             | 49                             | Ray Crawford                   | Kurtis Kraft–Offy              | 58                             |                                                   |
| 11                             | 2                              | Jack Fairman                   | Lister–Jaguar                  | 57                             |                                                   |
| 12                             | 16                             | Harry Schell                   | Ferrari                        | 56                             |                                                   |
| 13                             | 4                              | Masten Gregory                 | Jaguar                         | 55                             |                                                   |
| 14                             | 6                              | Ivor Bueb                      | Jaguar                         | 45                             |                                                   |
| DNF                            | 35                             | Eddie Sachs                    | Kurtis Kraft–Offy              | 20                             | Rotura de palier                                  |
| DNF                            | 26                             | Don Freeland                   | Phillips–Offy                  | 16                             | Rotura de levas                                   |
| DNF                            | 8                              | Rodger Ward                    | Lesovsky–Offy                  | 16                             | Rotura de barra de torsión                        |
| DNF                            | 14                             | Phil Hill                      | Ferrari                        | 11                             | Rotura de magneto                                 |

#### Segunda manga
| Resultados de la Segunda Manga | Resultados de la Segunda Manga | Resultados de la Segunda Manga | Resultados de la Segunda Manga | Resultados de la Segunda Manga | Resultados de la Segunda Manga                |
| Pos.                           | N.º                            | Piloto                         | Chasis-Motor                   | Vueltas                        | Notas                                         |
| ------------------------------ | ------------------------------ | ------------------------------ | ------------------------------ | ------------------------------ | --------------------------------------------- |
| 1                              | 5                              | Jim Rathmann                   | Watson–Offy                    | 63                             |                                               |
| 2                              | 9                              | Bob Veith                      | Kurtis Kraft–Offy              | 63                             |                                               |
| 3                              | 1                              | Jimmy Bryan                    | Salih-Offy                     | 63                             |                                               |
| 4                              | 98                             | Troy Ruttman                   | Kuzma–Offy                     | 63                             |                                               |
| 5                              | 10                             | Stirling Moss                  | Maserati                       | 62                             |                                               |
| 6                              | 55                             | A. J. Foyt                     | Kuzma–Offy                     | 61                             |                                               |
| 7                              | 24                             | Jimmy Reece                    | Kurtis Kraft–Offy              | 60                             |                                               |
| 8                              | 49                             | Ray Crawford                   | Kurtis Kraft–Offy              | 60                             |                                               |
| 9                              | 12                             | Luigi Musso                    | Ferrari–Dino                   | 60                             | Hill relevó a Musso entre las vueltas 20 y 60 |
| 9                              | 12                             | Phil Hill                      | Ferrari–Dino                   | 60                             | Hill relevó a Musso entre las vueltas 20 y 60 |
| 10                             | 2                              | Jack Fairman                   | Lister–Jaguar                  | 57                             |                                               |
| 11                             | 6                              | Ivor Bueb                      | Jaguar                         | 51                             |                                               |
| DNF                            | 8                              | Rodger Ward                    | Lesovsky–Offy                  | 31                             | Retirado                                      |
| DNF                            | 16                             | Harry Schell                   | Ferrari                        | 15                             | Retirado                                      |
| DNF                            | 75                             | Johnny Thomson                 | Kuzma–Offy                     | 4                              | Rotura de cigüeñal                            |

#### Tercera manga
| Resultados de la Tercera Manga | Resultados de la Tercera Manga | Resultados de la Tercera Manga | Resultados de la Tercera Manga | Resultados de la Tercera Manga | Resultados de la Tercera Manga            |
| Pos.                           | N.º                            | Piloto                         | Chasis-Motor                   | Vueltas                        | Notas                                     |
| ------------------------------ | ------------------------------ | ------------------------------ | ------------------------------ | ------------------------------ | ----------------------------------------- |
| 1                              | 5                              | Jim Rathmann                   | Watson–Offy                    | 63                             |                                           |
| 2                              | 1                              | Jimmy Bryan                    | Salih-Offy                     | 63                             |                                           |
| 3                              | 12                             | Mike Hawthorn                  | Ferrari–Dino                   | 60                             | Hill relieved Hawthorn from Laps 25 to 60 |
| 3                              | 12                             | Phil Hill                      | Ferrari–Dino                   | 60                             | Hill relieved Hawthorn from Laps 25 to 60 |
| 4                              | 49                             | Ray Crawford                   | Kurtis Kraft–Offy              | 60                             |                                           |
| 5                              | 24                             | Jimmy Reece                    | Kurtis Kraft–Offy              | 59                             |                                           |
| DNF                            | 55                             | A. J. Foyt                     | Kuzma–Offy                     | 54                             | Rotura de cigüeñal                        |
| 7                              | 6                              | Ivor Bueb                      | Jaguar                         | 52                             |                                           |
| DNF                            | 4                              | Masten Gregory                 | Jaguar                         | 44                             | Retirado                                  |
| DNF                            | 10                             | Stirling Moss                  | Maserati                       | 40                             | Accidente                                 |
| DNF                            | 9                              | Bob Veith                      | Kurtis Kraft–Offy              | 28                             | Pérdida de una rueda                      |
| DNF                            | 98                             | Troy Ruttman                   | Kuzma–Offy                     | 12                             | Rotura de alimentación de combustible     |
| DNF                            | 29                             | Juan Manuel Fangio             | Kuzma–Offy                     | 2                              | Rotura de bomba de combustible            |

### Resultado Final
Jim Rathmann ganó las tres mangas, y fue declarado vencedor de la carrera, a pesar de que Jimmy Bryan terminó a un minuto y medio detrás de Rathmann en tiempo agregado. Rathmann promedio una velocidad de 268.367 km/h (166.756 mph) sobre las 500 millas. Miles de espectadores más asistieron a la carrera de 1958 que la que habían asistido en el año anterior.

## Cancelación
Aunque la Carrera de los Dos Mundos atrajo a muchos equipos europeos en los dos años en que se celebró, el Automóvil Club de Milán no pudo sacar provecho al evento. Incapaz de organizar una tercera carrera en 1959, el evento nunca más volvió. El óvalo peraltado de Monza siguió como parte del circuito completo de Fórmula 1 hasta 1961, y terminó de utilizarse para actividades automovilísticas en 1969. Desde entonces ha sido abandonado hasta caer en decadencia y a veces amenazado con la demolición.